# 東武1720系電車
東武1720系電車（とうぶ1720けいでんしゃ）は、かつて東武鉄道に在籍していた特急形車両。本稿では、先行系列であり後に本形式と同一の車体に更新された1700系電車についても記述する。

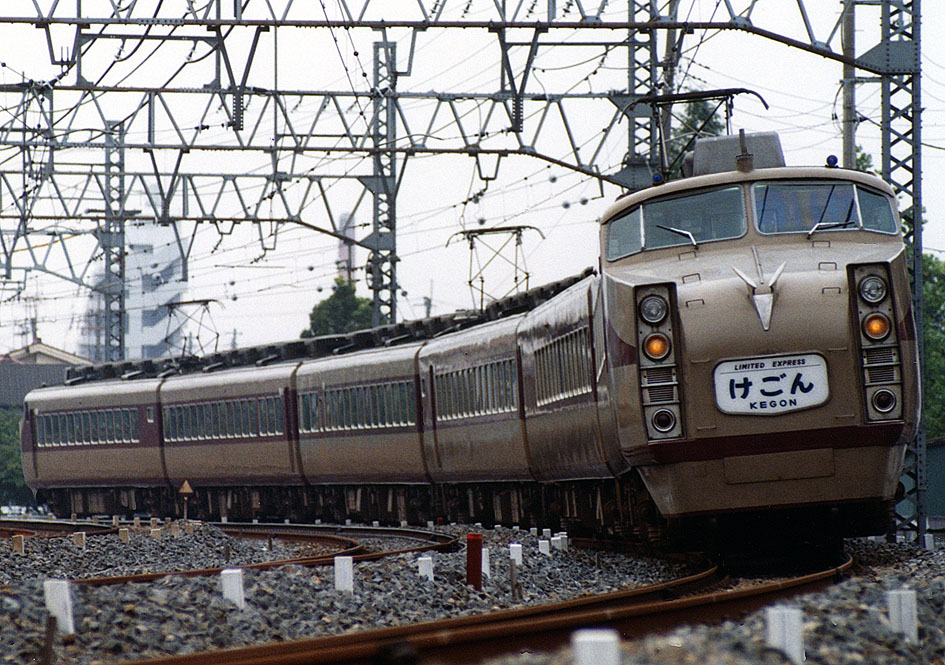
特急「けごん」

## 概要
日光への旅客争奪戦でライバルだった国鉄への対抗策として、設計時点で日光線への投入が東武によって想定されていた151系電車に対抗するため、速度面での優位性と、国際的な観光地である日光方面への外国人利用者にも対応する車両として開発された。
通称はデラックスロマンスカー（Deluxe Romance Car、DRC）。1960年（昭和35年）から1991年（平成3年）までの間、東武鉄道を代表する列車として日光・鬼怒川方面への特急列車に用いられた。
7編成42両がナニワ工機（のちのアルナ工機、現：アルナ車両）、日本車輌製造東京支店で製造された。また、後述する1700系の改造車と合わせ、9編成54両となった。

### 開発の経緯
東武鉄道は1956年（昭和31年）に運用開始した1700系特急車によって東京・日光間の優位性を確保し、当時国鉄との東京都内から日光への旅客争奪戦の呼び名であった「日光戦争」で国鉄をわずかながらリードしていたが、国鉄東北本線および日光線の電化と、それに伴う新型車両の登場に危機感を抱き、次のようなコンセプトをもとにそれに対抗する新型特急車両の開発を進めた（当時のカタログより）。
- 現在わが国で使用されている高性能車に比較して居住性が優れ、特に外国人観光客に好まれるものであること。
- 曲線・勾配における加、減速力、特に高速度における加、減速力を高くとり、均衡速度において他の追随を許さないものであること。
- 車両編成全体の形状・構造において、優美・斬新であり、スピード感に溢れ、しかも格調高いものであること。
- 電気装置・走り装置、その他諸装置は堅牢・高性能であること。
- 軽量構造であること。

## 車両概説

### 車体
全電動車方式の6両固定編成で、車両番号は第1編成は1721 - 1726・第2編成は1731 - 1736…と付番され、浅草方が1701・東武日光方が1706となっている。一方、旅客案内上の号車番号は逆に東武日光方が1号車で浅草方が6号車である。
車両長は優等車両としては初めて20 m級となった。側面には当時の国鉄1等車と同様に座席毎の固定窓が並ぶ。塗色は従来の特急車と同じロイヤルマルーンとロイヤルベージュのツートンだが、塗り分けは国鉄特急形に準じている。
正面の造形は、日本の車両ではいわゆる「こだま型」（151系）に代表されるボンネットに似たノーズの伸びた形状だが、左右両側に航空機の双垂直尾翼にも似た細長い箱が付き、そこに灯火類が収容されている形態は、鉄道車両での類例の少なさから、斬新とも言えるスタイルである。ボンネット先端の大型ヘッドマークは、手動差し替えのサボ式である。
なお、類似として日産・セドリック（初代30型系・前期車）が言及されることもあるが、同車の発売が1960年4月であるのに対し、東武が1720系をメーカーに発注したのが同年1月（同年9月落成）であり、当系列のデザイン・設計作業はそれ以前から進行していた。

### 室内

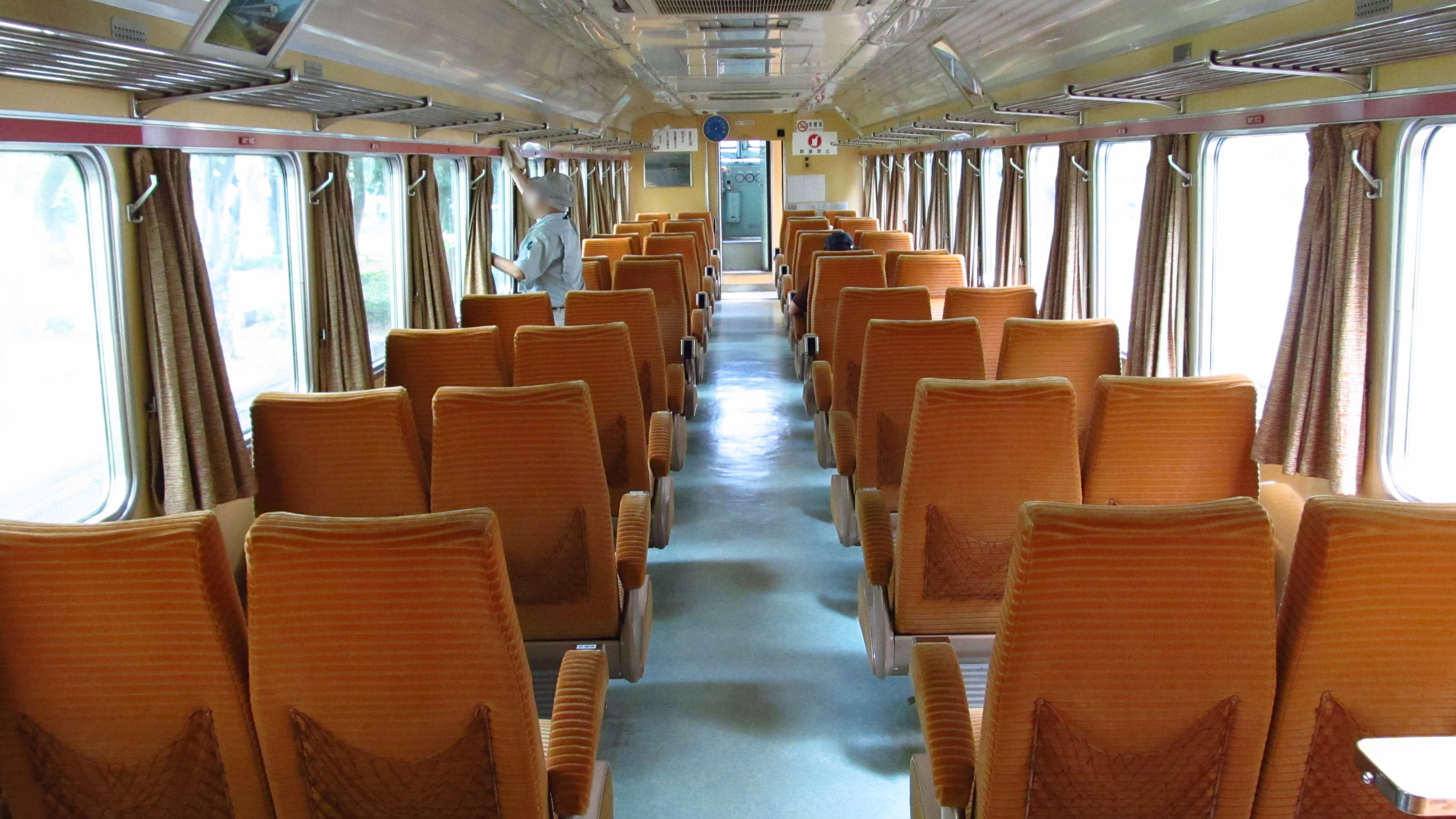
岩槻城址公園での保存車（後述）の車内

座席は当時の国鉄特急形一等車（現在のグリーン車に相当）と同等の3段ロック式リクライニングシートとフットレストを全車に装備した。座席の前後間隔（シートピッチ）は国鉄スロ51形並みの1,100 mmと広く、向かい合わせ使用時でもテーブルが使用可能なように、窓側に折り畳み式テーブルを設けている。貫通路には「マジックドア」と呼ばれる、日本の鉄道車両としては最初の自動ドアを導入した。
4号車には8個の回転椅子とジュークボックスが設けられたサロンルームが設置された。このサロンルームは当初設置予定がなく、通常の座席とされる予定であった。ところが、営業部門から「指定券発券時のミスを防ぐため、各車両の座席数をほぼ同一とするように」とのクレームが設計部門に入り、急遽設けられたものである。このジュークボックスは列車の走行時に発生する振動による針飛び対策が施された特殊仕様であった。しかし、ポータブルオーディオプレーヤーの普及やCDの急速な台頭に伴いジュークボックスで使用するレコードが入手難になり、座席数を増やす意味合いもあって、1989年（平成元年）に通常座席に改装された。2号車と5号車にはビュッフェが設置されている。
冷房装置は分散式を搭載しており、室外機は国鉄特急に似せたキノコ形カバーを採用した。
車内電話の計画は登場時からあり、電話室がサロンルームに設置されていたが、列車電話用地上設備の設置が進まなかったことなどからサービス自体は見送られ、後年の増備車は電話室を設置せずに登場しており、電話室を設置していた車両も撤去されている。1987年（昭和62年）になってカード式公衆電話が設置される事となり、電話室の復活・新設が行なわれた。

### 機器類
性能的には1700系の主電動機を改良し、中速度から高速域の性能向上を図り、平坦線釣合速度は165 km/h（運転最高速度は110 km/h）。起動加速度2.3 km/h/s、減速度3.7 km/h/s（常用）の高性能を得ている。
主回路機器は2000系と共通で、主電動機は東洋電機製造製TDK-824-A形補償巻線付自己通風形直巻電動機（端子電圧375 V、電流225 A、1時間定格出力75 kW、定格回転数1,600 rpm、最高回転数5,000 rpm、最弱め界磁率20 %、質量665 kg）を搭載した。また、主制御器は多段式電動カム軸方式の日立製作所製MMC-HTB-10C（直列10段、並列8段、弱め界磁5段、発電制動17段）で、日光線の勾配区間用に抑速ブレーキを装備した。駆動方式は中空軸平行カルダン、歯車比は75:20（3.75）で、当時カルダン駆動車としては国鉄151系電車（3.50）、小田急3000形電車「SE」車（3.71）に次ぐ高速運転用の仕様であった。全界磁定格速度が66 km/hと高い上に、弱め界磁制御を20 %まで行うことによって上記の高速性能を確保している。
ブレーキ装置は発電ブレーキ併用電磁直通ブレーキ（HSC-D）であり、常用・非常ブレーキ時ともに発電ブレーキを併用した。
台車は、当初アルストム式軸箱支持方式の空気ばね台車住友金属製FS334（東武形式TRS-60M、固定軸距2,100 mm）を装着していたが、増備途中でS形ミンデン式軸箱支持方式の同FS370（TRS-67M、固定軸距2,300 mm）に変更され、初期の編成についても全て後者へ換装された。

## 改造
前項で触れた通り、1967年（昭和42年）から1969年（昭和44年）にかけてアルストム式の台車をS形ミンデン式に交換し、捻出された台車を2000系増備車の一部（2115F～2118F）に流用した。1761F以降は、落成時からS形ミンデン式台車を採用した。
また、30余年の長期に及ぶ就役期間中、保安基準など法令の変化により随時幾つかの改造が行われた。その主たるものは以下の通りである。ただし、一部編成は新製時より装備しているものもある。
- TSP型ATS車上装置の搭載。
- 便所への循環式汚物処理装置の取り付け。
- 空間波列車無線装置の搭載と、乗務員室上部への無線アンテナの取り付け。
- 乗務員室への専用冷房装置の設置。

後年、内装が陳腐化してきたためリフレッシュ工事を全車に行った（後述の1700系も対象）。主な内容は、以下の通りとされている。
- 客室椅子のクッションを交換。
- 座席の背もたれにネット状の雑誌入れを取り付ける。
- 座席のフットレストを新品に取替え。
- トイレの便器をステンレス製に交換。
- 洗面所のエアータオルを新品に取替え。
- 床の傷ついた部分の補修。
- サロンルームの撤去と一般席化、電話室の新設または再設置。旧サロンルームと当初からの一般席との間にあった仕切り壁と貫通扉は存置され、初期に施工された数編成はサロンルームが存置されたままだったが、サロン内は電話室の設置や、他車同様内装の補修と窓付きの貫通扉への交換などが実施され、その後一般席に再改造された。それ以降には個室感覚で利用されたこともあるようで、こちらを希望した客もいたという。
- その他、カーペットや壁紙、天井板の取替え。
- 貫通扉を透明アクリル一枚板から窓付きのものへと交換。

## 運用の変遷
1960年（昭和35年）に9月27日に第1編成（1721F）が製造され、同年10月9日から営業運転が開始された。以降は一貫して日光・鬼怒川線特急列車として使用された。

### 高速度試験
就役間もない1960年11月12日には非公式ながら1720系および1700系による高速度試験が行われている。最高速度を105 km/hから110 km/hに、目標としては115 km/hまで引き上げることを目的に行われた。この試験の結果、110 km/hへの引き上げが妥当だとして対応することになった（後述）。
さらに19日にも中間車2両を抜いた4両編成で試験が行われた。しかし、高速で走行していた状態から非常ブレーキをかけた際に滑走し、全車輪が大きく摩耗してしまった。そのため、この時の高速試験は中止されている。この試験では車輪の摩耗の他、許容範囲を超える振動やレールの変形などの問題が23件発生し、架線電圧の降下も確認された。この事から115 km/h運転のための設備改良には1億3600万円（当時）を要すると試算されたため、110 km/h運転を目指すこととして改良工事を行った。この改良工事は1962（昭和37年）年9月に完成し、同22日のダイヤ改正より110 km/h運転を開始し、浅草 - 東武日光間の所要時間を最速106分に短縮した。

### 事故と5700系代走
1984年（昭和59年）12月15日18時15分頃、日光線家中駅付近の踏切で、浅草17時00分発鬼怒川温泉行きの特急「きぬ」号が乗用車と衝突する事故が発生し、乗用車が炎上、これから類焼する形で先頭車モハ1756の前面部と車内、さらに2両目モハ1755の車内までもが焼損した。この後、事故編成撤去の際にはモハ1751-モハ1754+7800系2両という組成での回送も見られた。
この直後の年末年始の繁忙期には、通常、特急車は予備編成なしでのフル稼働となるが、この事故により車両が不足する事態となった。このため、特急運用の一部について、かつての特急車である5700系6両による運転で代行した。性能面および旅客サービス面で1720系と差があり、特に1720系のダイヤでの運行は不可能なため、5700系の性能に合わせた臨時ダイヤで運行された。また、この5700系にはヘッドマークや方向板は取り付けられなかった。乗客には特急券の払い戻しや、了解をとって乗車してもらうなどの対応が取られた。
モハ1756+モハ1755は翌1985年（昭和60年）1月12日に復旧が完了、運用に復帰した。

### 運用末期
1980年代後半に入ると、鉄道趣味誌からは度々その古さが指摘されるようになった。その息の長さは、私鉄最大両数を誇った8000系とともに、東武の保守的な姿勢の象徴とされた。同時期に登場した国鉄・私鉄の特急形車両はこの頃、老朽化に伴う置き換え・廃車が進められていた。
1990年（平成2年）6月1日に後継車である100系「スペーシア」が営業運転を開始し、当形式は翌1991年（平成3年）8月31日までに全車両がこれに置き換えられ、同日のさよなら運転で定期営業列車での運行を終了した。同年100系が鉄道友の会ブルーリボン賞を受賞したことを記念して、同年9月8日に浅草 - 東武日光間で往路は100系、復路は1720系による臨時列車が運行され、これが1720系最後の旅客輸送となった。
その後、新たに特急への格上げが決まった「りょうもう」用として、全車に200型への更新工事が行われ、座席と台車・主電動機などが流用され、現在も使用されている。このため書類上は廃車となっていない。

## 車歴
| 車番          | 竣功年月   | 製造メーカー                                          |
| モハ1721-1726 | 1960年9月  | ナニワ工機（末尾1・2） 日本車輌東京（末尾3 - 6）      |
| モハ1731-1736 | 1961年10月 | ナニワ工機（末尾1・2・5・6） 日本車輌東京（末尾3・4） |
| モハ1741-1746 | 1963年9月  | 日本車輌東京                                          |
| モハ1751-1756 | 1964年9月  | 日本車輌東京                                          |
| モハ1761-1766 | 1968年11月 | 日本車輌東京                                          |
| モハ1771-1776 | 1971年9月  | アルナ工機                                            |
| モハ1781-1786 | 1973年7月  | アルナ工機                                            |

## 保存状況
第1編成の1721Fは各地で静態保存されている。

### 先頭車
東京都墨田区にある東武博物館にモハ1721が、さいたま市岩槻区の岩槻城址公園内にモハ1726が保存されている。なお、東武博物館のものは展示スペースの関係で車体の前半分のみである。どちらも台車はオリジナルのFS334台車に戻されている。

### 中間車
群馬県みどり市のわたらせ渓谷鐵道・神戸駅（ごうどえき）にモハ1724とモハ1725が「列車のレストラン清流」として営業中。営業当初から青一色に塗り替えられていたが、2011年（平成23年）1月にオリジナル塗装に復元された。パンタグラフも上がった状態で保存されている。
いずれも保存されている車両は中に入ることができるが、公開時間が限られている。
また、モハ1723も宮城県の工場に売却されたが、1998年（平成10年）に解体され、現存しない。

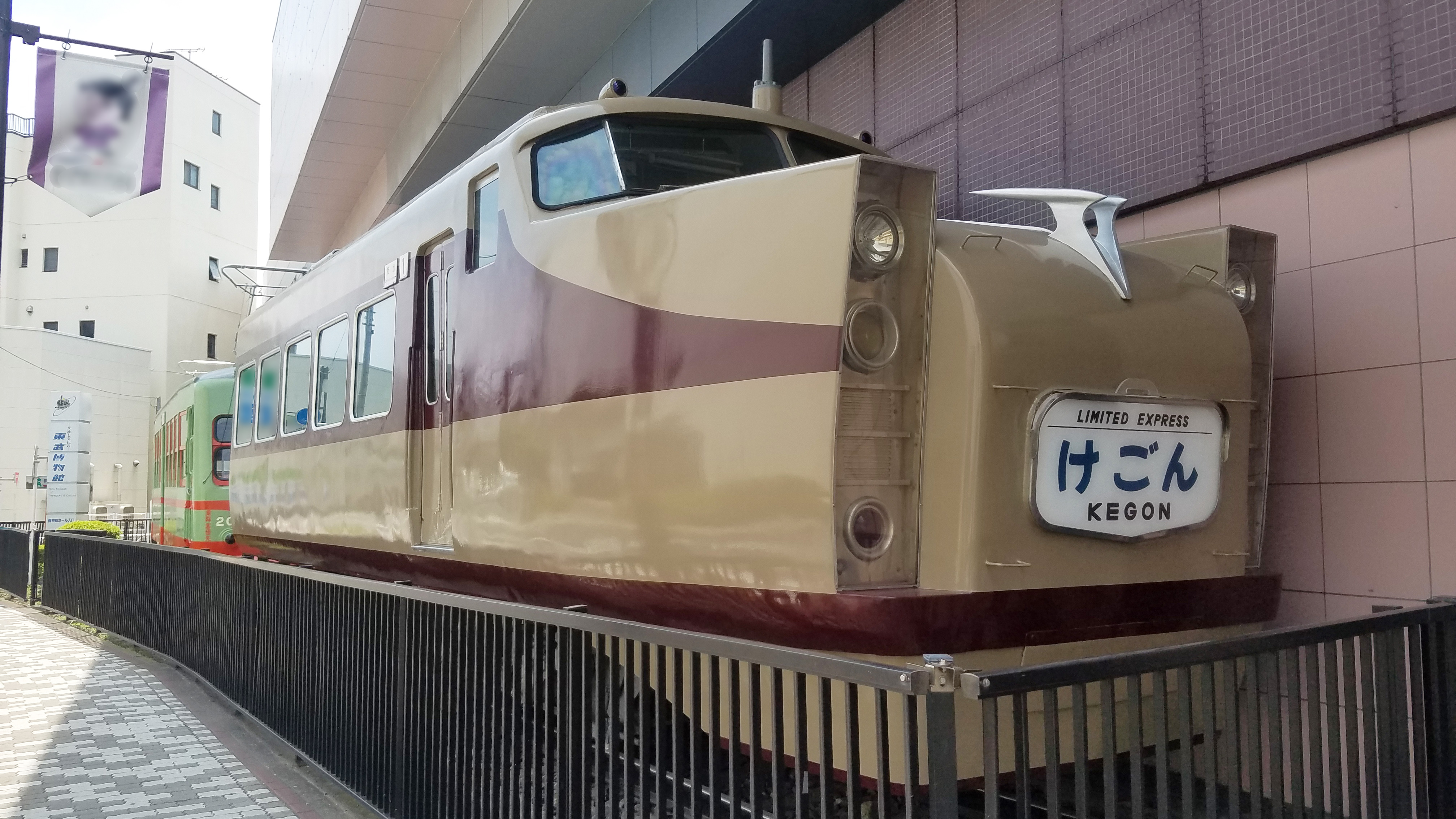
東武博物館に保存されているモハ1721
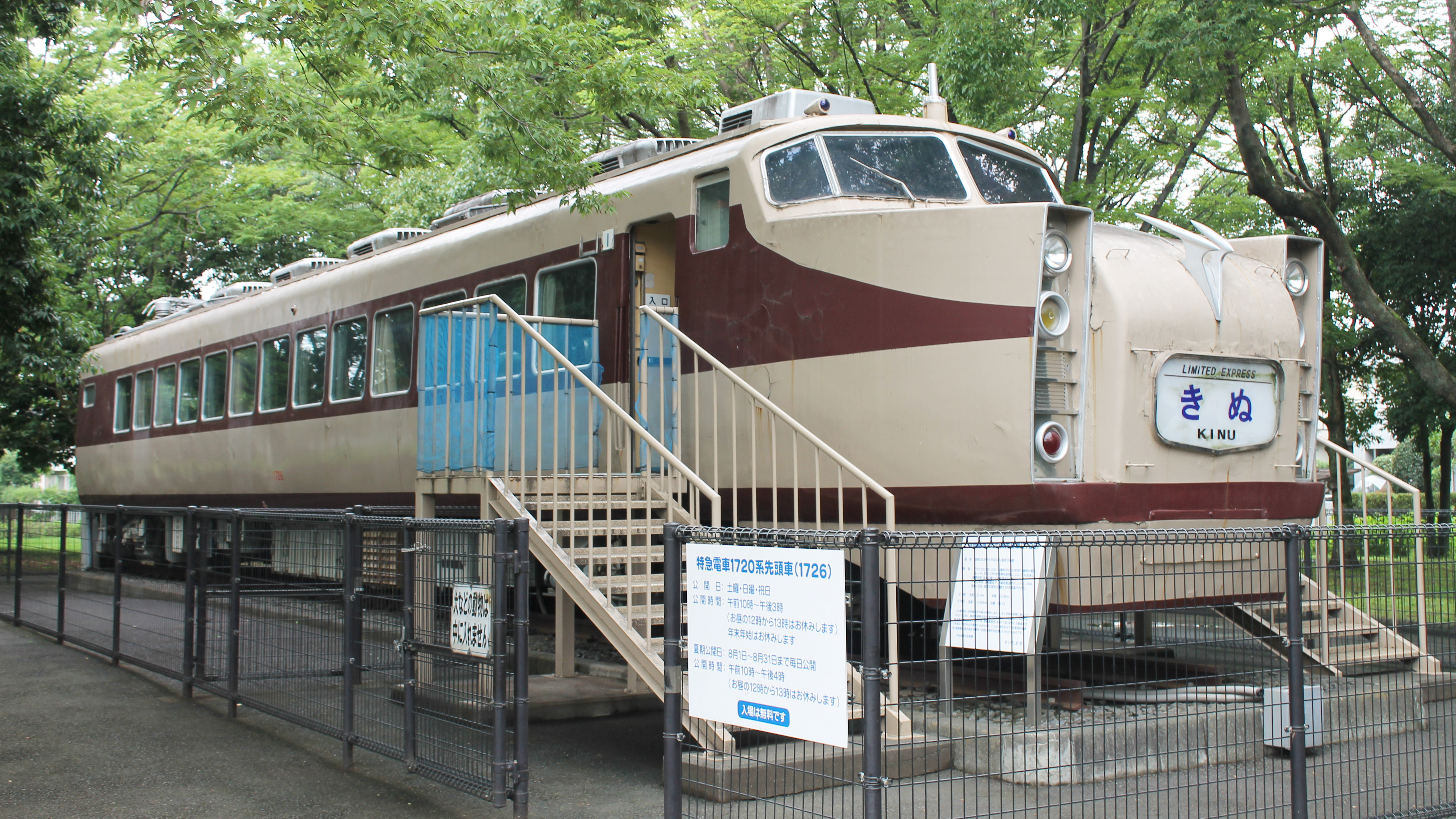
岩槻城址公園に保存されているモハ1726
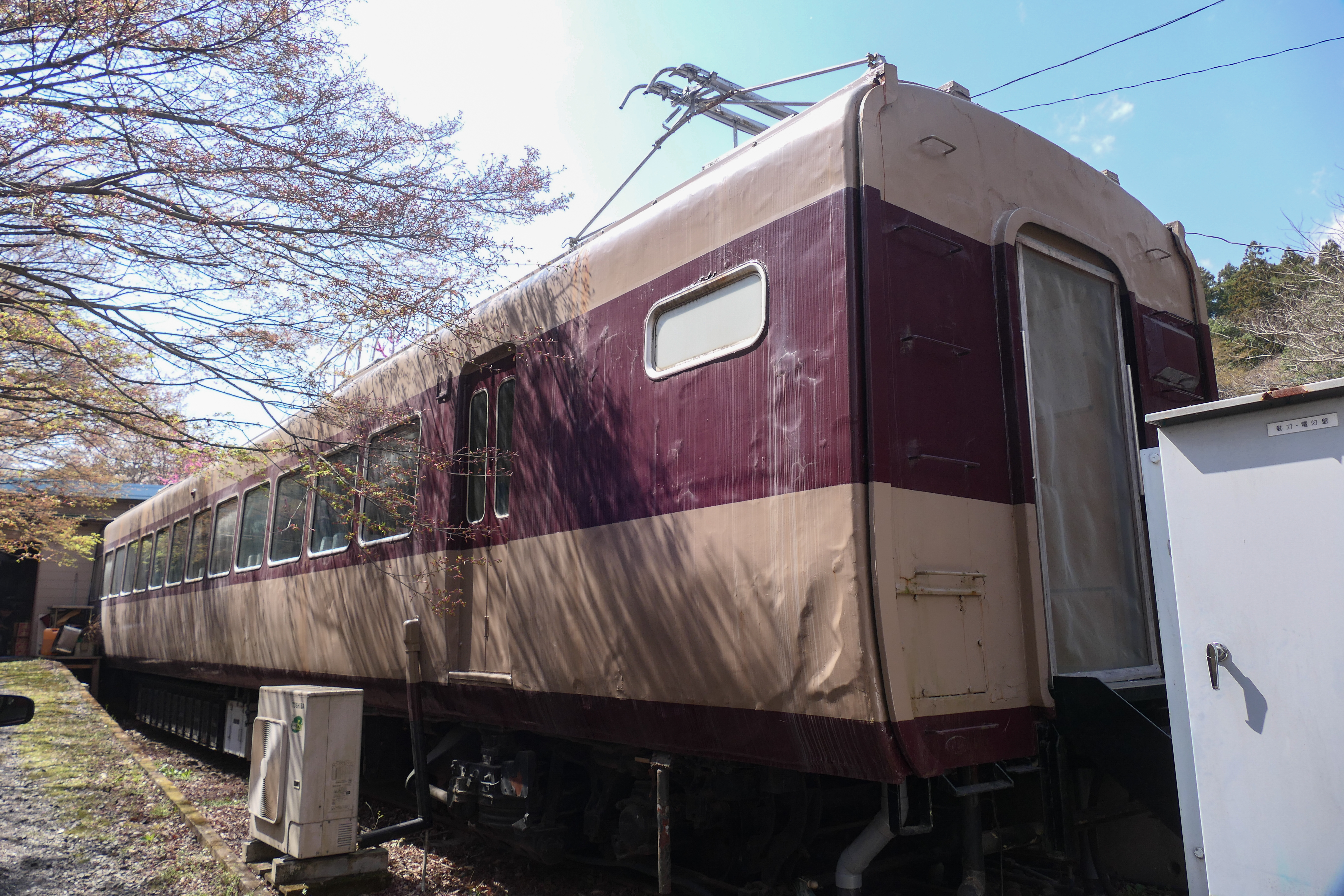
神戸駅でレストランとして営業中のモハ1724
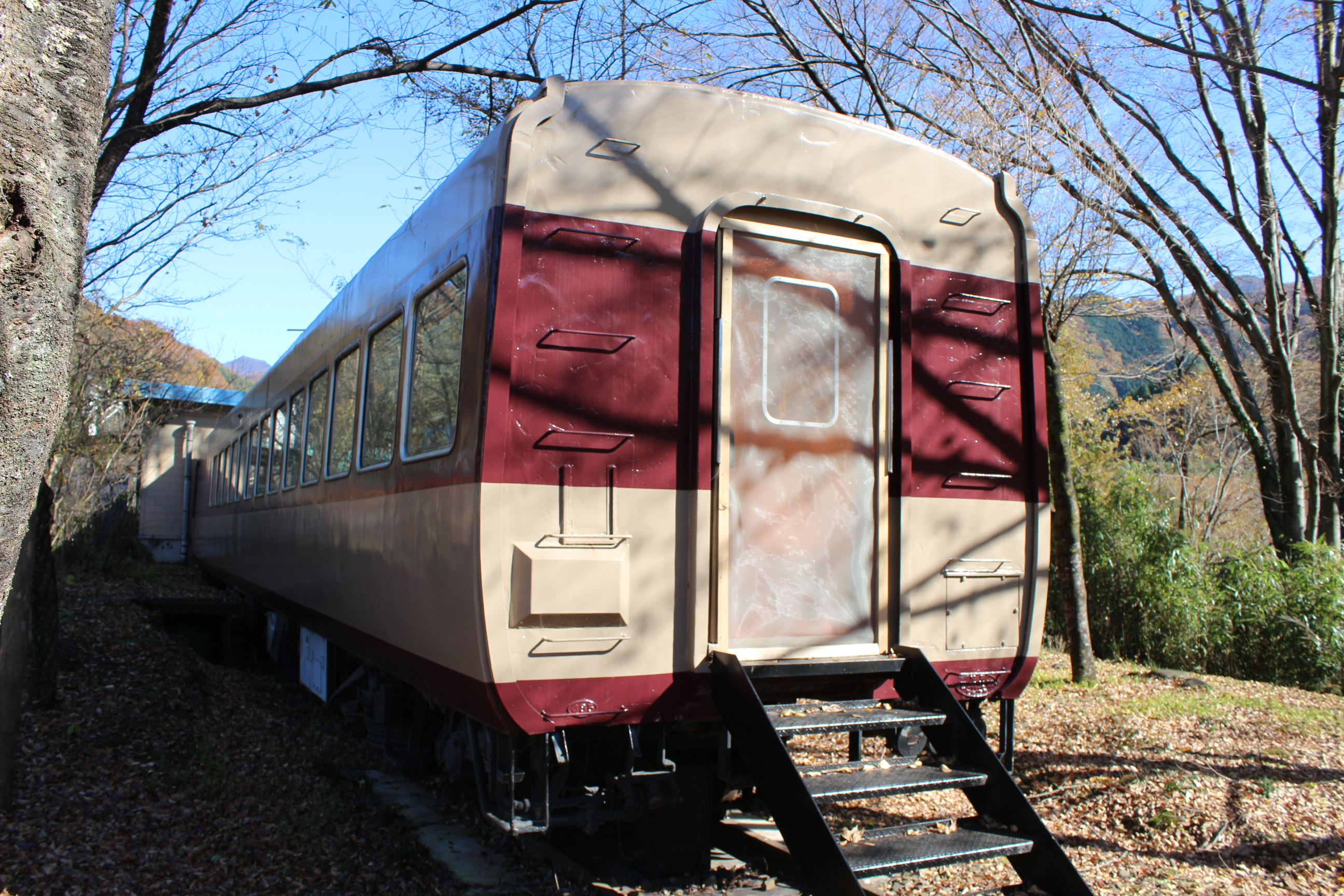
神戸駅でレストランとして営業中のモハ1725

## 1700系
1700系電車は1956年（昭和31年）に日光線特急用の車両としてナニワ工機、日本車輌製造、汽車製造で製造され、同年4月1日にデビューした。最高許容速度145 km/h（運転最高速度は105 km/h）。75 kWモーターを各車に4基搭載、平行カルダン駆動の全電動車・MM'ユニット編成とした、東武初の量産型高性能車である。当初の主制御器（MMC-HTB-10）、モーター（TDK-823）、歯車比（79:15=5.27）やブレーキ装置（発電制動付き電磁自動空気ブレーキ：ARSE-D）は1720系とは異なり、台車もアルストム式軸箱支持のコイルばね台車のFS308（TRS-55M、固定軸距2,100 mm）であった。奇数車の妻面寄りにパンタグラフ（東洋電機製造製PT41S-F、後にPT42Jに載せ替え）を装備した。
全金属車体で、車体寸法（18m級）や窓配置、2両で片側3箇所となる客用扉などは5700系に準じ、5700系を近代化したような雰囲気の車体を有していた。シートは回転式リクライニングシートで、シートピッチは1,000ｍｍに拡大した（5700系は970ｍｍ）。1956年（昭和31年）導入のモハ1700形（8両）と、1957年（昭和32年）導入のモハ1710形（4両）に大別され、洋式便所の有無などの違いがある。
導入当時は5700系に準じた2両固定編成で、日光・鬼怒川方面への分割併合運用を前提として前面に貫通扉を持ち、その上に前照灯1灯を設けた。前面窓の上部には向かって左に種別・右に行き先を表示する方向幕が装備された。また偶数車の妻側にビュフェカウンターと売店を設置した。
当時、東武日光線と競合する国鉄日光線に、当時としては強力な最新鋭気動車であったキハ44800形（後のキハ55系）気動車の投入が予想され（1956年〈昭和31年〉運転開始）、従来の5700系では所要時間で劣勢となるため、速度と車内設備の向上を図って導入されたものである。
1700形登場時は、5700系のうちカルダン駆動車である5720形（この当時の5720形は「白帯車」であった）と共に特急運用についていたが、翌年1710形を増備し、特急を1700系電車に統一した。同時に浅草駅 - 東武日光駅間無停車の「けごん」を運行し、国鉄側と本数の上でも対抗する形をとった。
しかし、国鉄側も日光線の電化により、151系電車並みの性能及び内装を持った準急用車両の製造が想定（実際に1959年〈昭和34年〉に157系電車として登場）されたことから、内装のさらなる向上及び速達化のために、早々に新形車である1720系電車が導入されることとなり、1700系は1720系の補完的な立場となった。引き続き1720系と併用して特急に使用されたが、速度・サービスに格差があるため、運用の固まった1969年（昭和44年）からは1700系で運用される列車は「B特急」として料金上の区分がなされるようになった。
1720系登場の直前、1959年（昭和34年）12月から1960年（昭和35年）3月にかけて冷房装置（1720系とは異なり、箱形キセで1両当り5基、東芝製TAC-153T2）を搭載し、1962年（昭和37年）12月から1963年（昭和38年）3月には側窓固定窓化・マジックドア設置・前照灯を窓下に2灯増設等の改造が行われたが、これらに伴う重量増と車体の傷みや、経年劣化に伴う故障の頻発が目立ち、また特急の車種統一の観点から1971年（昭和46年）12月12日にさよなら運転を行い、1720系と同等の車体へ更新改造が行われることとなった。更新はナニワ工機において1720系と同じ車体で6両固定編成となり、台車や主電動機、機器などを改造している。さらに1978年（昭和53年）12月から1979年（昭和54年）7月にかけて、台車（コイルばね式）・モーター・駆動装置も1720系と同じものに交換したため、外観・性能上もほとんど差はなくなった。
更新された1700系も、1991年（平成3年）までに全車運用を離脱し、200系への更新が行われた。

### 車歴
| 車番            | 竣功年月  | 製造メーカー | 更新          | 更新年月   | 備考         |
| モハ1701 - 1702 | 1956年2月 | ナニワ工機   | モハ1701-1702 | 1971年11月 |              |
| モハ1703-1704   | 1956年2月 | ナニワ工機   | モハ1703-1704 | 1971年11月 |              |
| モハ1705-1706   | 1956年2月 | 日本車輌東京 | モハ1711-1712 | 1972年3月  |              |
| モハ1707-1708   | 1956年2月 | 汽車製造東京 | モハ1705-1706 | 1971年11月 |              |
| モハ1711-1712   | 1957年8月 | ナニワ工機   | モハ1713-1714 | 1972年3月  | 洋式便所装備 |
| モハ1713-1714   | 1957年8月 | ナニワ工機   | モハ1715-1716 | 1972年3月  | 洋式便所装備 |

## 200型への更新

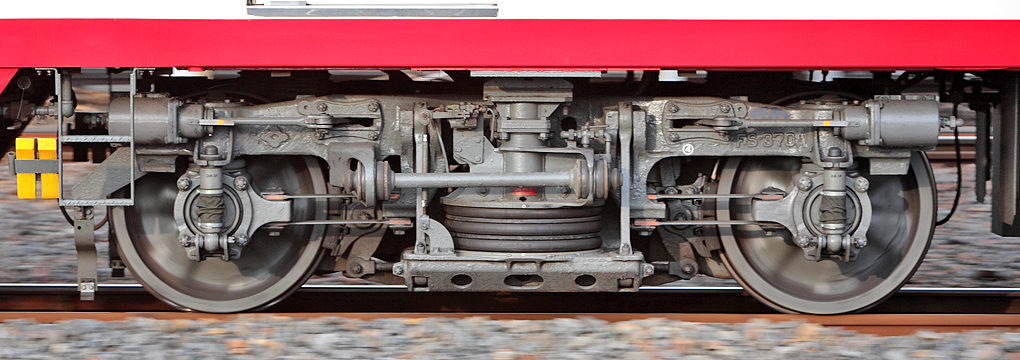
200型へ更新の際に転用されたFS-370A台車

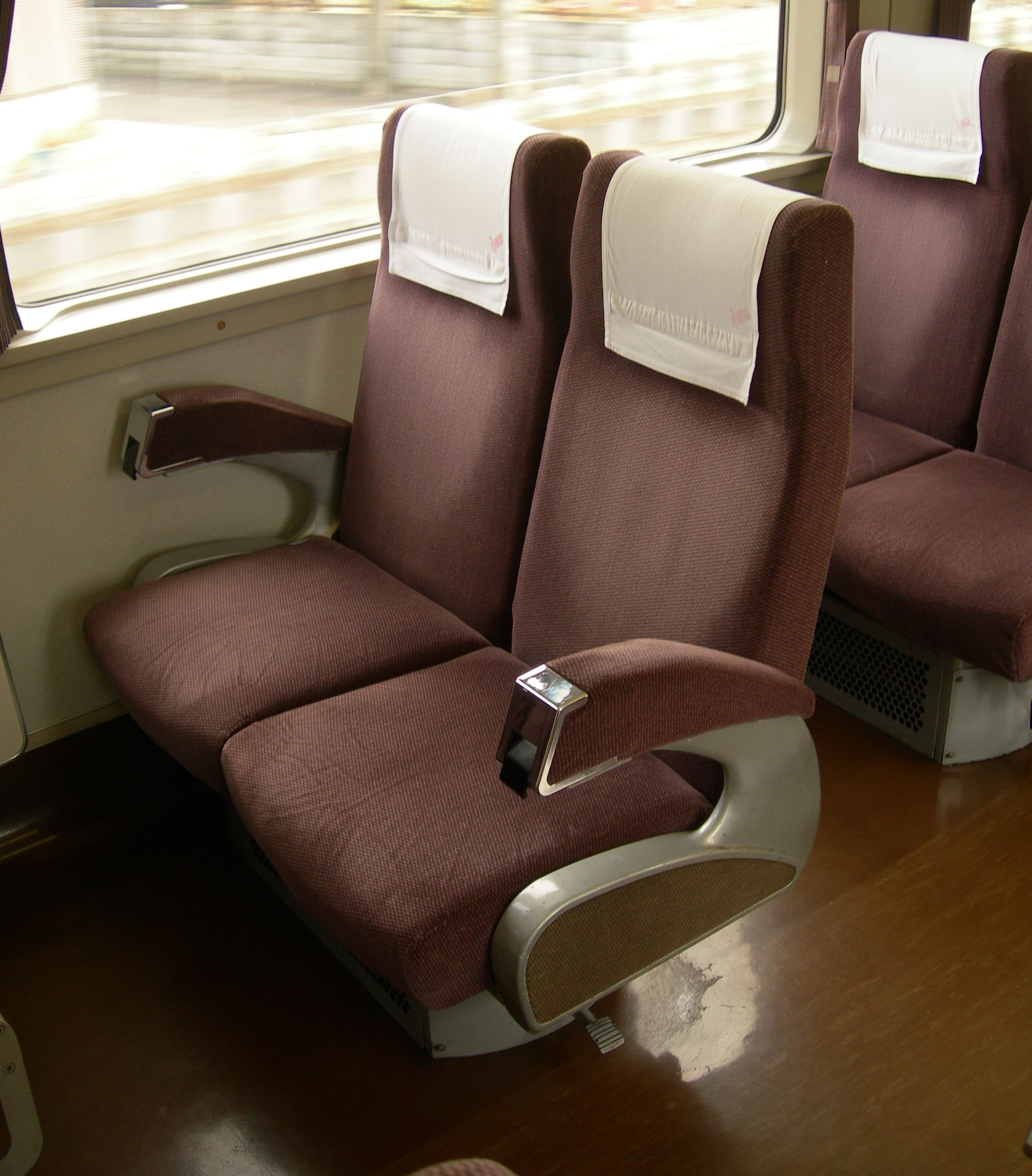
200型へ更新の際に転用された座席

営業運転を離脱した1720系列は以下の通りに200型へ更新された。

### 1700系
- 1701F→205F
- 1711F→204F

### 1720系
- 1721F→208F（モハ1722以外の車体は前述の通り保存対象となった）
- 1731F→202F
- 1741F→201F
- 1751F→203F
- 1761F→206F
- 1771F→209F
- 1781F→207F